# Benin-bronserna

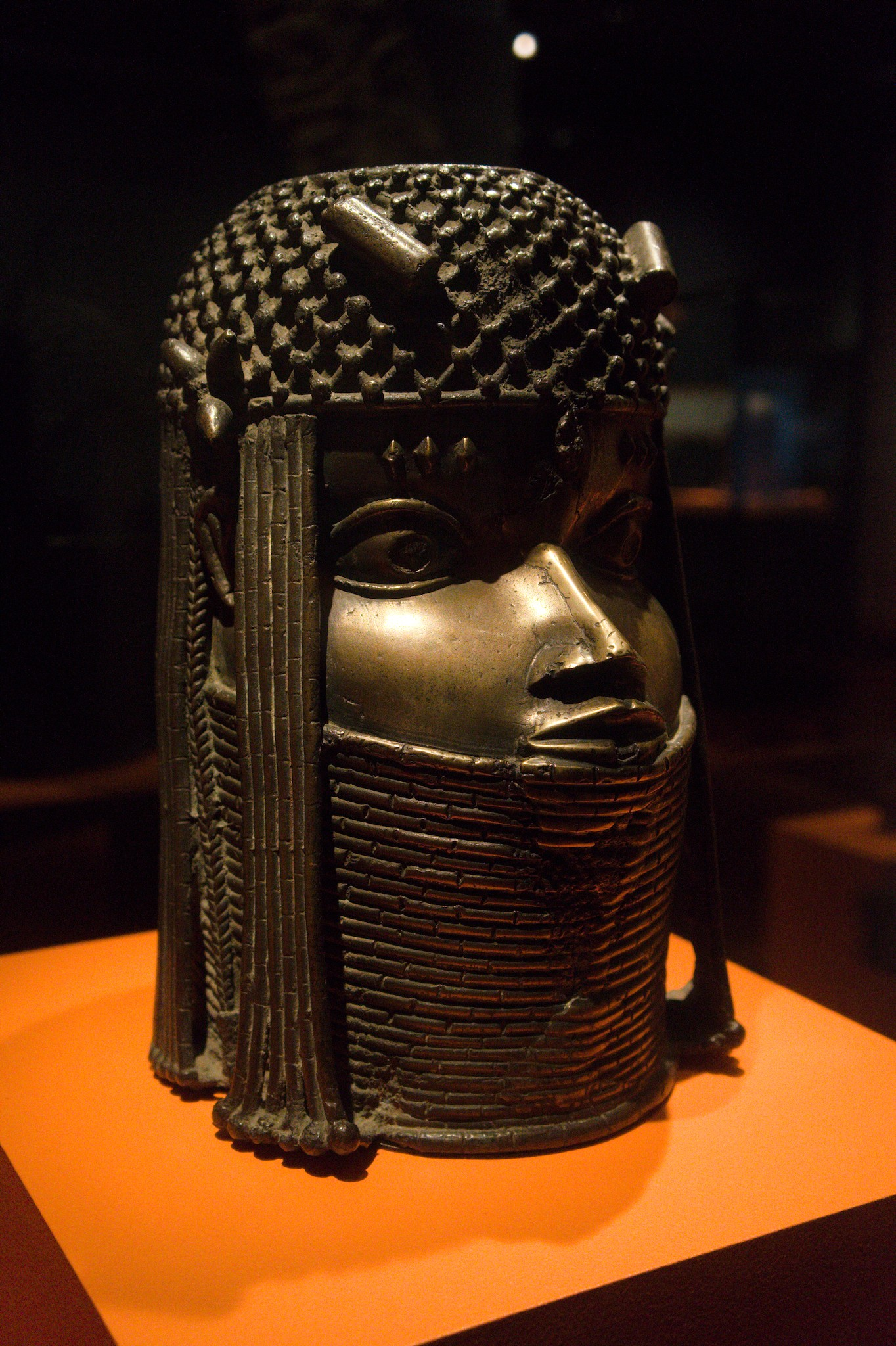
Minneshuvud över en Oba, avsett för förfadersaltare i det kungliga palatset, Etnografiska museet, Stockholm.

Denna artikel handlar om den historiska nationen Benin. För den nutida staten med samma namn, se Benin
Benin-bronserna är ett antal konstföremål som stals som krigsbyte i Benin 1897.

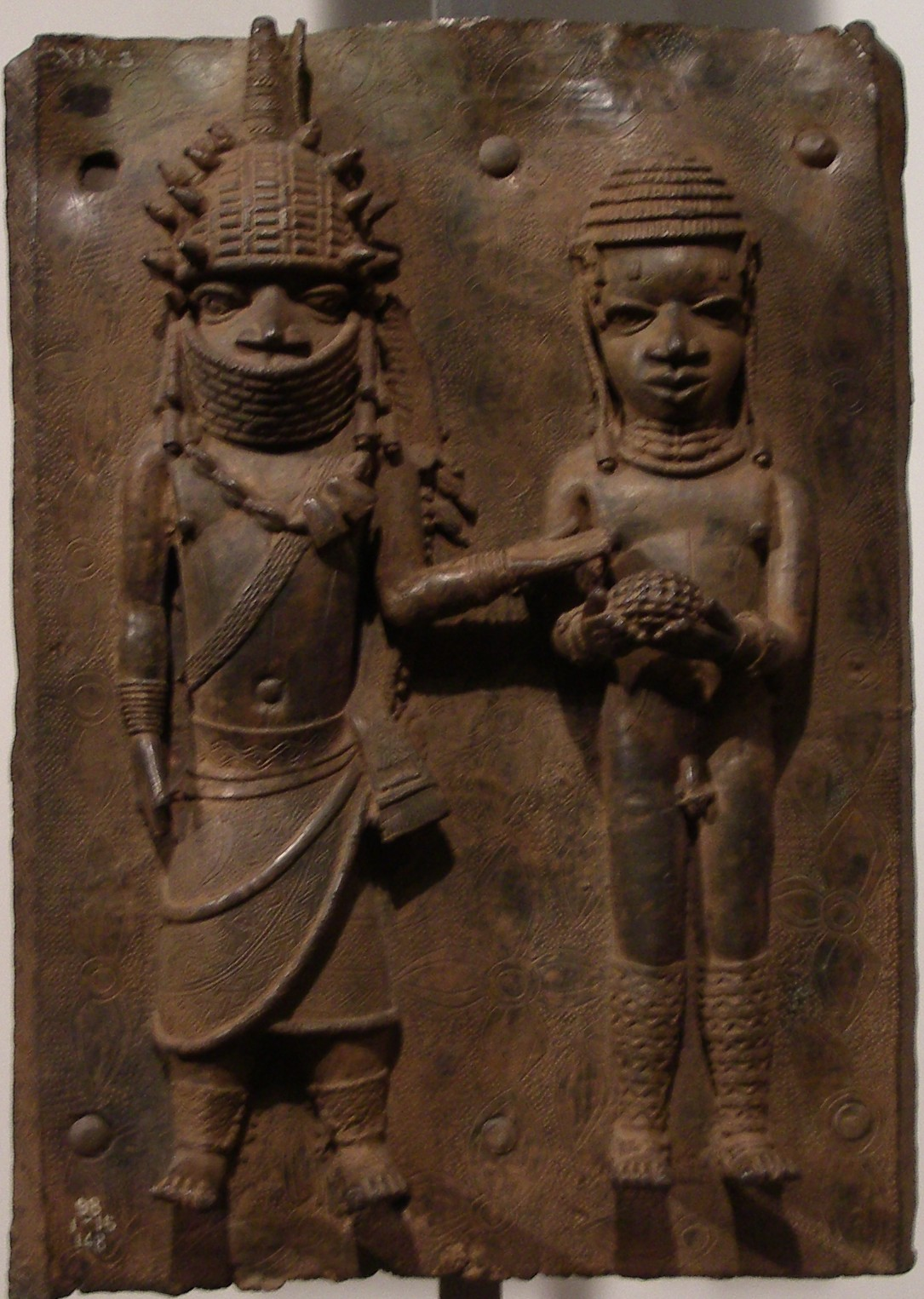
Bronsplakett från 1500-talets Benin, British Museum i London.

## Konstskatten
Benin-bronserna utgör en omfattande samling artefakter av brons, järn och elfenben, som rövades av en brittisk militärstyrka från palatset i huvudstaden i kungadömet Benin år 1897. Flertalet fristående skulpturer (huvuden, byster, figurer) porträtterar medlemmar av kungahuset. De omkring 900 bronsplattorna med skulpturer i storlek omkring 38 x 51 centimeter. tros ha varit applicerade på pelare i kungapalatset. Dessa plattor skildrar hovlivet i Benin på 1500-talet, under den tid då Västafrika först kom i kontakt med västeuropéer.
Det mest omtalade av de enskilda konstverken är Drottning Idias mask, som användes som logo för FESTAC 77, the Second Festival of Arts, som hölls i Nigeria 1977.
Benin-bronserna är av stort konsthistoriskt värde. De är också föremål för krav på repatriering, såsom av en kolonialmakt orättmätigt beslagtagna kulturskatter.

## Bakgrund
Benin-kungariket utvecklades till en mäktig och rik nation från slutet av 1100-talet och stod på sin höjdpunkt under 1300- och 1400-talen. Under 1500-talet utvecklades konsten att gjuta bronsskulpturer till fulländning. Ägande av dessa konstföremål förbehölls kungen och hans familj.
Vid 1800-talets slut var Benin en liten stadsstat i det som nu är södra Nigeria. Den 17 februari 1897 gjorde en brittisk militärstyrka på 1.200 brittiska soldater och lokala hjälptrupper en räd mot kungapalatset i staden Benin. Expeditionskåren inkluderade Maximkulsprutor, som första gången använts i strid under första Matabelekriget i Sydafrika 1893-94. Straffräden hade utlösts av att sju brittiska officerare dödats i ett bakhåll under en expedition på väg till Benin i januari samma år. Syftet med straffexpeditionen var att avsätta den 40-årige Oba (kung) Ovonramwen. Militären, under ledning av Amiral Harry Rawson, brände ned kungapalatset och större delen av huvudstaden. Branden varade i tre dagar. De satte sig också i besittning av den unika samling bronskonstverk och elfenben som fanns i palatset (omkring 2.500 objekt). Kungen, som flytt, fångades in ett halvår senare, avsattes och placerades i exil i Calabar i östra Nigeria till sin död 1914.
Räden ledde till att stadsstaten inlemmades i det brittiska väldet i Nigeria. Kungatronen i Benin återupprättades 1914, men nationen underordnades den brittiska kolonialförvaltningen. Räden och den efterföljande plundringen av stad och landsbygd anses också ha varit en av Joseph Conrads inspirationskällor till romanen Mörkrets hjärta, som publicerades 1902.

## Bronserna idag
Bronserna har sedan spritts till främst museer i västvärlden. Innan krigsbytet skeppades till Storbritannien, omhändertogs delar av det av officerare för privat bruk. Utrikesministeriet sålde sedan ut den större delen, ca 900 objekt, på auktion med tyska museer som största köpare. Dessa har senare hamnat på många museer i Västeuropa och USA. Ministeriet skänkte också en samling på 203 väggplattor till British Museum i London. Större delen av dessa finns idag kvar där.
De två största samlingarna finns numera på Ethnologisches Museum i Berlin och på British Museum, medan National Museum i Lagos och andra nigerianska museer efter systematiska inköp har den tredje största.

## Benin-bronser i Sverige
Etnografiska museet i Stockholm har en samling av föremål från Benin, vilka donerades till museet 1907 av Hans Meyer. En del av dessa finns sedan november 2009 utställda i museet som en del av en basutställning.

## Frågan om repatriering
Nigerias regering har efter landets självständighet 1960 vid flera tillfällen utan framgång begärt att den brittiska regeringen återlämnar de konstverk som finns i British Museum till Nigeria.